# Neulingen
Neulingen è un comune tedesco di 6 619 abitanti, situato nel land del Baden-Württemberg.

## Amministrazione

### Gemellaggi
- Rubiera, dal 1991